# Distretto di San Nicolás (Amazonas)
Il distretto di San Nicolás è un distretto del Perù nella provincia di Rodríguez de Mendoza (regione di Amazonas) con 4.837 abitanti al censimento 2007 dei quali 3.356 urbani e 1.481 rurali.
È stato istituito il 5 febbraio 1875.
Il centro principale del distretto è Mendoza, capoluogo della provincia.